# Taygetis uncinata
Taygetis uncinata är en fjärilsart som beskrevs av Gustav Weymer 1907. Taygetis uncinata ingår i släktet Taygetis och familjen praktfjärilar. Inga underarter finns listade i Catalogue of Life.